# Břetislav Bakala
Břetislav Bakala (Fryšták, 12 febbraio 1897 – Brno, 1º aprile 1958) è stato un direttore d'orchestra, pianista e compositore ceco.
La sua carriera si svolse principalmente a Brno e fu particolarmente legata alla musica di Leoš Janáček.

## Biografia
Studiò direzione d'orchestra con František Neumann e Vilém Kurz, e composizione con Leoš Janáček. Dal 1920 al 1925 e, poi, dal 1929 al 1931, fu direttore del Teatro Nazionale di Brno, debuttando in tale ruolo con l'Orfeo ed Euridice di Gluck.
Nel 1921 scoprì il libretto dell'opera The Diary of One Who Disappeared di Janáček e decise di eseguirla per la prima volta nell'aprile dello stesso anno (suonando egli stesso al pianoforte).
Il 31 gennaio 1925 diresse a Brno la prima del balletto di Bohuslav Martinů intitolato Kdo je na světě nejmocnější? (Chi è il più potente del mondo?). Per alcuni mesi, lavorò come organista a Filadelfia negli Stati Uniti, anche nel ruolo di accompagnatore di Hans Kindler, con il quale aveva già girato con successo in Europa.
Dal 1926 divenne pianista e direttore dell'Orchestra della Radio di Brno e, in seguito alla morte di Neumann nel 1929, gli succedette come direttore principale dell'Opera cittadina. Nel 1936, fu nominato direttore del Vach Chorus delle insegnanti della Moravia. L'anno successivo, diresse l'Orchestra della Radio di Brno in tournée, sia in Russia che in Lettonia.
Nella prima metà degli anni '50, Bakala fu uno dei pochi direttori a sostenere la musica di Bohuslav Martinů nella sua terra natale. Nel 1951 iniziò a insegnare presso la neocostituita Accademia di Musica e Arti dello Spettacolo "Janáček" di Brno. Nel '56 fu nominato direttore principale della Orchestra Filarmonica di Brno.
Ma il centro permanente dell'interesse musicale di Bakala furono le opere di Janáček. Nove anni dopo la prima del The Diary of One Who Disappeared, nel 1921, sempre a Brno diresse anche la prima dell'opera Z mrtvého domu, dopo averla riadattata in collaborazione con Osvald Chlubna. Inoltre, sempre di Janáček, curò l'esecuzione anche di opere meno note e più raramente rappresentate come The Beginning of a Romance (1931) e Osud (1934), rivedendone o realizzandone anche le riduzioni per pianoforte.
Charles Mackerras descrisse la direzione della musica di Janáček da parte di Bakala come "una pietra miliare" nella storia dell'interpretazione del compositore, citando in particolare una versione de L'affare Makropulos, trasmessa dalla Radio di Brno.
Sua moglie fu il soprano Marie Bakalová-Šíšová, cantante dell'Opera di Brno, e Bakala scrisse per lei diversi arrangiamenti di canzoni popolari della Moravia.

## Esecuzioni
Le sue esecuzioni comprendono la Messa glagolitica, capolavoro sacro di Janáček, oltre alla Sinfonietta e alle Lachian Dances, il Feu d'artifice di Stravinsky, il Cyrano de Bergerac di Josef Bohuslav Foerster e il poema sinfonico Summer di Otakar Ostrčil.
Durante una visita dell'Orchestra Filarmonica di Stato di Brno a Varsavia, nel 1956 Bakala realizzò, per Polski Nagrania, la prima registrazione della terza Sinfonia di Bohuslav Martinů. Con il coro femminile di Vach registrò Kašpar Rucký mentre, tra altri rari esempi di musica del XX secolo, Bakala realizzò le registrazioni della Serenata in Re di Novák, della Sinfonietta pastorale di Vilém Petrželka, delle Ninne nanne di Václav Kaprál, della Sinfonietta militare  di Vítězslava Kaprálová e della Suite dal balletto La sposa del fantasma di Jan Novák.
Queste e altre opere sono presenti nell'archivio storico della Radio di Brno.

## Composizioni
Il ristretto numero di composizioni di Bakala fu influenzato da Vítězslav Novák e da Janáček. Esse includono una Sonata per violoncello e pianoforte, un Quartetto per archi, uno Scherzo per orchestra, una Ninna nanna di Natale e vari arrangiamenti da Janáček.